# Cycnoderus dispar
Cycnoderus dispar là một loài bọ cánh cứng trong họ Cerambycidae.